# Феликс (премия, Квебек)
Феликс (фр. Félix) — ежегодная премия, присуждаемая квебекской организацией ADISQ (Association du disque, de l'industrie du spectacle québécois et de la vidéo) в целях развития квебекской музыки и её исполнителей. Учреждена в 1979 году.
Первый президент ADISQ, Жиль Тальбо, выдвинул идею проведения ежегодного гала-концерта и вручения премии провинции Квебек в связи с недовольством среди квебекских исполнителей, редко выдвигавшихся на национальную канадскую премию «Джуно».
Первый гала-концерт ADISQ состоялся 23 сентября 1979 года в Expo-Theatre (Монреаль) и транслировался телеканалом CBC. В рамках концерта были впервые вручены 28 премий «Феликс», названных в честь культового квебекского автора-исполнителя Феликса Леклера.
Новый конкурс быстро приобрел популярность, гала-концерт и церемония вручения «Феликсов» стали одной из наиболее просматриваемых телепрограмм: телевизионная аудитория в следующие годы достигала двух миллионов человек. В рамках подготовки к гала-концертам ADISQ также готовит специальные программы для канадского радио и квебекского канала ARTV, специализирующегося на передачах в области искусства и культуры.
Лауреаты «Феликса», в отличие от «Джуно», вручаемой по результатам продаж, определяются жюри. В состав жюри входят члены ADISQ, представители звукозаписывающих компаний и директора журнала Le Palmarès. Часть премий «Феликс» вручается в рамках церемонии, проводимой в рамках ежегодного гала-концерта. Эти премии вручаются в номинациях за лучшую песню года; самый кассовый альбом года и альбомы в отдельных жанрах (рок-музыка, поп-музыка и поп-рок); лучшему автору песен, лучшему мужчине-вокалисту и женщине-вокалистке, лучшей группе и лучшему дебютанту. В рамках этой же церемонии вручаются премии участникам эстрадных шоу: автору-исполнителю, комику и вокалисту. Ряд премий вручается до гала-концерта на отдельной церемонии, не транслируемой по телевидению. Эти премии вручаются за лучшие альбомы года в таких жанрах, как альтернативная музыка, джаз, кантри, классическая музыка (отдельно большим исполнительским ансамблям и маленьким группам или солистам), молодёжная музыка, современная фолк-музыка, хип-хоп, электронная музыка или техно, этническая музыка, инструментальная музыка и оригинальный саундтрек. Вручаются также премии за лучший музыкальный видеоклип и лучшему квебекскому исполнителю не на французском языке; за лучшие телепрограммы года в жанрах комедии и шансона, а также за достижения в области музыкальной звукозаписи (в том числе лучшее мероприятие, концертный зал, издатель, лейбл, рекламный коллектив, звукоинженер, хореограф, аранжировщик, Интернет-сайт и агент). С 1989 года проводится также народное голосование, по результатам которого определяются самые популярные певица или певец года. В числе победителей этой номинации были Клод Дюбуа, Жинетт Рено и Селин Дион.

## Лауреаты центральных премий
| Год  | Исполнитель года      | Исполнительница года | Группа года           | Знаменитейший квебекский артист за рубежом | Почётный приз                                 | Автор или композитор года        | Самый продаваемый/успешный альбом                                        | Песня года                                          | Открытие года           |
| ---- | --------------------- | -------------------- | --------------------- | ------------------------------------------ | --------------------------------------------- | -------------------------------- | ------------------------------------------------------------------------ | --------------------------------------------------- | ----------------------- |
| 2023 | Даниель Беланже       | Александра Стрелиски | Les Cowboys fringants | Александра Стрелиски                       | —                                             | Даниель Беланже                  | C’est tout moi (Жинетт Рено)                                             | Salebarbes, Gin à l'eau salée                       | Kanen                   |
| 2022 | Юбер Ленуар           | Роксана Брюно        | Salebarbes            | Юбер Ленуар                                | —                                             | Юбер Ленуар                      | Bande sonore originale du film L’Amérique pleure (Les Cowboys Fringants) | FouKi и Джей Скотт, Copilote                        | Ариана Руа              |
| 2021 | FouKi                 | Роксана Брюно        | Les Cowboys Fringants | Шарлотта Карден                            | —                                             | Anachnid                         | —                                                                        | Роксана Брюно, À ma manière                         | CRi                     |
| 2020 | Эмиль Билодо          | Александра Стрелиски | Les Cowboys Fringants | Александра Стрелиски                       | —                                             | Луи-Жан Кормье                   | Les Antipodes (Les Cowboys Fringants)                                    | Les Cowboys Fringants, L'Amérique pleure            | Эли Роз                 |
| 2019 | Лу                    | Cœur de pirate       | Bleu Jeans Bleu       | —                                          | Франсин Шалу                                  | Александра Стрелиски             | À jamais (Жинетт Рено)                                                   | Роксана Брюно, Des p'tits bouts de toi              | Александра Стрелиски    |
| 2018 | Патрис Мишо           | Кло Пельгаг          | 2Frères               | Лу                                         | Harmonium                                     | Филипп Брак                      | Agnus Dei (Марио Пельша и les Prêtres)                                   | Юбер Ленуар, Filles de personne II                  | Юбер Ленуар             |
| 2017 | Патрис Мишо           | Сафья Нолен          | Сёстры Буле           | Леонард Коэн                               | Леонард Коэн                                  | Кло Пельгаг                      | Encore un soir (Селин Дион)                                              | Патрис Мишо, Kamikaze                               | Эмиль Билодо            |
| 2016 | Жан Лелу              | Мари-Ме              | 2Frères               | Half Moon Run                              | Рене Анжелиль                                 | Фред Фортен                      | L'album du peuple - tome 10 (Франсуа Перюсс)                             | Марк Дюпре, Ton départ                              | Сафья Нолен             |
| 2015 | Жан Лелу              | Ариан Мофат          | Galaxie               | Пьер Лапуант                               | Доминик Мишель                                | Жан Лелу                         | Plus tard qu'on y pense (Фред Пеллерен)                                  | Жан Лелу, Paradis City                              | Филипп Брак             |
| 2014 | Алекс Невски          | Мари-Ме              | Сёстры Буле           | Arcade Fire                                | Мишель Лувен                                  | Филипп Б                         | Serge Fiori (Серж Фьори)                                                 | Алекс Невски, On leur a fait croire                 | Кло Пельгаг             |
| 2013 | Марк Дюпре            | Мари-Ме              | Mes Aïeux             | Патрик Уотсон                              | Ги Латраверс                                  | Луи-Жан Кормье, Даниэль Бомон    | Sans attendre (Селин Дион)                                               | Марк Дюпре, Nous sommes les mêmes                   | Сёстры Буле             |
| 2012 | Венсан Вальер         | Cœur de pirate       | Mes Aïeux             | Cœur de pirate                             | Рене Мартель                                  | Avec pas d’casque, Стефан Лафлер | Star Académie 2012 (разные артисты)                                      | Мари-Ме, Sans cri ni haine                          | Лиза Леблан             |
| 2011 | Эрик Лапуант          | Мари-Ме              | Les Cowboys Fringants | Arcade Fire                                | Жиль Виньо                                    | Гастон Мирон, Жиль Беланже       | La musique en moi (Жинетт Рено)                                          | Венсан Вальер, On va s’aimer encore                 | Брижит Буажоли          |
| 2010 | Максим Ландри         | Мари-Ме              | Mes Aïeux             | Cœur de pirate                             | не вручался                                   | Люк де Ларошельер                | Vox Pop (Максим Ландри)                                                  | Максим Ландри, Cache-cache                          | Бернар Адамюс           |
| 2009 | Николя Чикконе        | Жинетт Рено          | Mes Aïeux             | Паскаль Пикар                              | не вручался                                   | Янн Перро                        | Fais-moi la tendresse (Жинетт Рено)                                      | Жинетт Рено, Fais-moi la tendresse                  | Cœur de pirate          |
| 2008 | Грегори Шарль         | Изабель Буле         | Karkwa                | Изабель Буле                               | Селин Дион                                    | Karkwa                           | Duos Dubois (разные артисты)                                             | Ариан Мофат, Je veux tout                           | Alfa Rococo             |
| 2007 | Николя Чикконе        | Изабель Буле         | Mes Aïeux             | Malajube                                   | Патрик Норман                                 | Даниель Беланже                  | Tire-toi une bûche (Mes Aïeux)                                           | Mes Aïeux, Dégénérations (Le reel du fossé)         | Tricot machine          |
| 2006 | Дани Бедар            | Ариан Мофат          | Kaïn                  | Simple Plan                                | Диана Дюфрен                                  | Karkwa                           | Star Académie 2005 (разные артисты)                                      | Анни Бланшар, Évangéline                            | Malajube                |
| 2005 | Дани Бедар            | Мари-Элен Тибер      | Les Trois Accords     | Изабель Буле                               | Мишель Беланже                                | Loco Locass                      | Gros Mammouth Album turbo (Les Trois Accords)                            | Les Cowboys Fringants, Les Étoiles filantes         | Пьер Лапуант            |
| 2004 | Корнель               | Мари-Элен Тибер      | Les Cowboys Fringants | Корнель                                    | Мишель Ривар                                  | Ришар Дежарден                   | Marie-Élaine Thibert (Мари-Элен Тибер)                                   | Никола Чикконе, J't'aime tout court                 | Бенуа Шаре              |
| 2003 | Сильвен Коссетт       | Изабель Буле         | Les Cowboys Fringants | Наташа Сен-Пьер                            | не вручался                                   | Жером Миньер                     | Star Académie 2003 (разные артисты)                                      | Star Académie 2003, Et c'est pas fini               | Ариан Мофат             |
| 2002 | Гару, Даниель Беланже | Изабель Буле         | Les Respectables      | Гару                                       | Плюм Латраверс                                | Пьер Флинн                       | Rêver mieux (Даниель Беланже)                                            | Наташа Сен-Пьер, Je n'ai que mon âme                | Мелани Рено             |
| 2001 | Гару                  | Изабель Буле         | Les Respectables      | Гару                                       | Клод Дюбуа                                    | Стивен Фолкнер                   | Seul (Гару)                                                              | Даниэль Буше, La désise                             | Габриель Детруамезон    |
| 2000 | Брюно Пельтье         | Изабель Буле         | La Chicane            | Линда Леме                                 | Ги Клутье (лишен награды в 2005)              | Даниэль Буше                     | À l'ombre de l'ange (Эрик Лапуант)                                       | Марио Пельша, Je ne t'aime plus                     | Даниэль Буше            |
| 1999 | Брюно Пельтье         | Изабель Буле         | Les Colocs            | Notre-Dame de Paris (разные артисты)       | Клод Левейе                                   | Жан Лелу                         | Notre-Dame de Paris - L'intégrale (разные артисты)                       | Брюно Пельтье, Le temps des cathédrales             | Гару                    |
| 1998 | Кевин Парент          | Линда Леме           | Dubmatique            | Лара Фабиан                                | не вручался                                   | Марио Шенар                      | Miserere (Брюно Пельтье)                                                 | Кевин Парент, Fréquenter l'oubli                    | Les Lili Fatale         |
| 1997 | Брюно Пельтье         | Селин Дион           | Zébulon               | Селин Дион                                 | Жан-Пьер Ферлан                               | Жан Лелу                         | Live à Paris (Селин Дион)                                                | Кевин Парент, Father on the go                      | Лиз Дион                |
| 1996 | Кевин Парент          | Селин Дион           | Noir Silence          | Селин Дион                                 | Рене Анжелиль                                 | Даниель Беланже                  | D'eux (Селин Дион)                                                       | Кевин Парент, Seigneur                              | Noir Silence            |
| 1995 | Рок Вуазин            | Лара Фабиан          | Beau Dommage          | Селин Дион                                 | Жинетт Рено                                   | Жан-Пьер Ферлан                  | Beau Dommage (Beau Dommage)                                              | Селин Дион, Pour que tu m'aimes encore              | Эрик Лапуант            |
| 1994 | Даниель Беланже       | Селин Дион           | Les Colocs            | Селин Дион                                 | Монреальский международный джазовый фестиваль | Сильвен Лельевр                  | Entre la tête et le cœur (Мари-Дениз Пелетье)                            | Лоранс Жальбер, Encore et encore                    | Zébulon                 |
| 1993 | Ришар Сеген           | Мари Кармен          | Les Colocs            | Селин Дион                                 | Робер Шарлебуа                                | Франсин Раймон                   | Miel et venin (Мари Кармен)                                              | Рок Вуазин, La légende Oochigea                     | Les Colocs              |
| 1992 | Ришар Сеген           | Мари Кармен          | Les BB                | Рок Вуазин                                 | Жан Гримальди                                 | Пьер Флинн                       | Dion chante Plamondon (Селин Дион)                                       | Ришар Сеген, Aux portes du matin                    | Кэтлин Сержери          |
| 1991 | Люк Де Ларошельер     | Жюли Масс            | Vilain Pingouin       | Рок Вуазин                                 | Cirque du Soleil                              | Ришар Дежарден                   | Rendez-vous doux (Джерри Буле)                                           | Маржо, Je sais, je sais                             | Жюли Масс               |
| 1990 | Марио Пельша          | Джо Бокан            | Les BB                | UZEB, Рок Вуазин                           | Джерри Буле                                   | Джим Коркоран                    | Kashtin (Kashtin)                                                        | Джерри Буле, Un beau grand bateau                   | Лоранс Жальбер          |
| 1989 | Рок Вуазин            | Джоанн Блуэн         | UZEB                  | Андре Ганьон, Марк Друэн                   | Люк Пламондон                                 | Люк Де Ларошельер                | Celle qui va (Жинетт Рено)                                               | Рок Вуазин, Hélène                                  | Рок Вуазин              |
| 1988 | Мишель Ривар          | Селин Дион           | Madame                | Селин Дион                                 | Ги Латраверс                                  | Даниель Дешем                    | Ne m'en veux pas (Маржо)                                                 | Селин Дион, Incognito                               | Митсу                   |
| 1987 | Патрик Норман         | Маржо                | Nuance                | Даниель Лавуа                              | Ивон Дешан                                    | Луиза Форестье, Мишель Ривар     | Quand on est en amour (Патрик Норман)                                    | Маржо, Chats sauvages                               | Марк Друэн              |
| 1986 | Клод Дюбуа            | Мартин Сен-Клер      | Madame                | Эдит Батлер                                | Андре Перри                                   | Ришар Сеген                      | Le party d'Édith (Эдит Батлер)                                           | Мартин Сен-Клер, Ce soir, l'amour est dans tes yeux | Nuance                  |
| 1985 | Кори Харт             | Селин Дион           | The Box               | Даниель Лавуа                              | Жиль Виньо                                    | Ришар Сеген                      | Mélanie (Селин Дион)                                                     | Селин Дион, Une colombe                             | Rock et Belles Oreilles |
| 1984 | Даниель Лавуа         | Селин Дион           | UZEB                  | Men Without Hats                           | Beau Dommage                                  | —                                | Les chemins de ma maison (Селин Дион)                                    | Даниель Лавуа, Tension, attention                   | Мартина Шеврие          |
| 1983 | Клод Дюбуа            | Селин Дион           | Men Without Hats      | Диана Дюфрен                               | Роз Уэлет                                     | —                                | La danse des canards (Натали Симар)                                      | Робер Шарлебуа, J't'aime comme un fou               | Селин Дион              |
| 1982 | Клод Дюбуа            | Диана Дюфрен         | Corbeau               | April Wine                                 | Жиль Тальбо                                   | —                                | J'suis ton amie (Шанталь Пари)                                           | Клод Дюбуа, Plein de tendresse                      | Pied de poule           |
| 1981 | Даниель Лавуа         | Диана Телль          | Corbeau               | April Wine                                 | Вилли Ламот                                   | —                                | Passe-partout vol. 1 (Паспарту)                                          | Диана Телль, Si j'étais un homme                    | Мартин Сен-Клер         |
| 1980 | Даниель Лавуа         | Жинетт Рено          | Offenbach             | Диана Дюфрен                               | Раймон Левек                                  | —                                | Je ne suis qu'une chanson (Жинетт Рено)                                  | Жинетт Рено, Je ne suis qu'une chanson              | Диана Телль             |
| 1979 | Клод Дюбуа            | Фабьенн Тибо         | Fiori-Séguin          | —                                          | Феликс Леклер                                 | —                                | Libre (Анжель Арсено)                                                    | Клод Дюбуа, Le blues du businessman                 | Фабьенн Тибо            |